# 月寒中央駅
月寒中央駅（つきさむちゅうおうえき）は、北海道札幌市豊平区月寒中央通7丁目の国道36号（月寒通・室蘭街道）下にある、札幌市営地下鉄東豊線の駅である。駅番号はH13。

## 歴史
- 1994年（平成6年）10月14日 - 札幌市営地下鉄東豊線の豊水すすきの駅 - 福住駅間の延伸開業と同時に開業[1][2]。
- 2005年（平成17年）8月18日 - 駅3番出口裏の機動隊庁舎跡地に駐輪場が整備され、使用を開始。それに伴い月寒体育館に隣接していた駐輪場を廃止。
- 2007年（平成19年）1月29日 - 改札機更新によって5口6台の改札機が全てカード対応型となる。この更新にあわせて車椅子対応改札口が1箇所増設された。
- 2016年（平成28年）9月21日 - 可動式ホーム柵が設置され、稼働開始。

## 駅構造
もともと既存市街地につくられた駅であることから、4ヶ所ある出口のうち公園隅に位置する1番出口を除く3ヶ所は、民間ビルの中に出入口が作られている。エレベーターがあるのは3番出口。3番出口には下り方向のエスカレーターも設置されている。なお、1番出口は防犯上の理由により22時30分に閉鎖される。
地下2階に改札口、地下3階に1面2線の島式ホームがある。1994年10月14日に同時開業した学園前駅、豊平公園駅、美園駅、福住駅と同様、建設費節約のため在来路線と比較してホームの幅が狭くなっている。
隣の美園駅との間は、民家下を通過するため札幌市営地下鉄初の山岳トンネル(NATM)工法で造られた月寒トンネルがあり、同トンネル内では対向線との間に柱等がないのが特徴である。札幌市交通局が2004年4月1日に発行した「札幌市営交通ご利用ガイド」の表紙下段部には、同トンネルの写真が掲載されている。

### のりば
| ホーム | 路線   | 行先                     |
| ------ | ------ | ------------------------ |
| 1      | 東豊線 | 福住方面                 |
| 2      | 東豊線 | 大通・さっぽろ・栄町方面 |

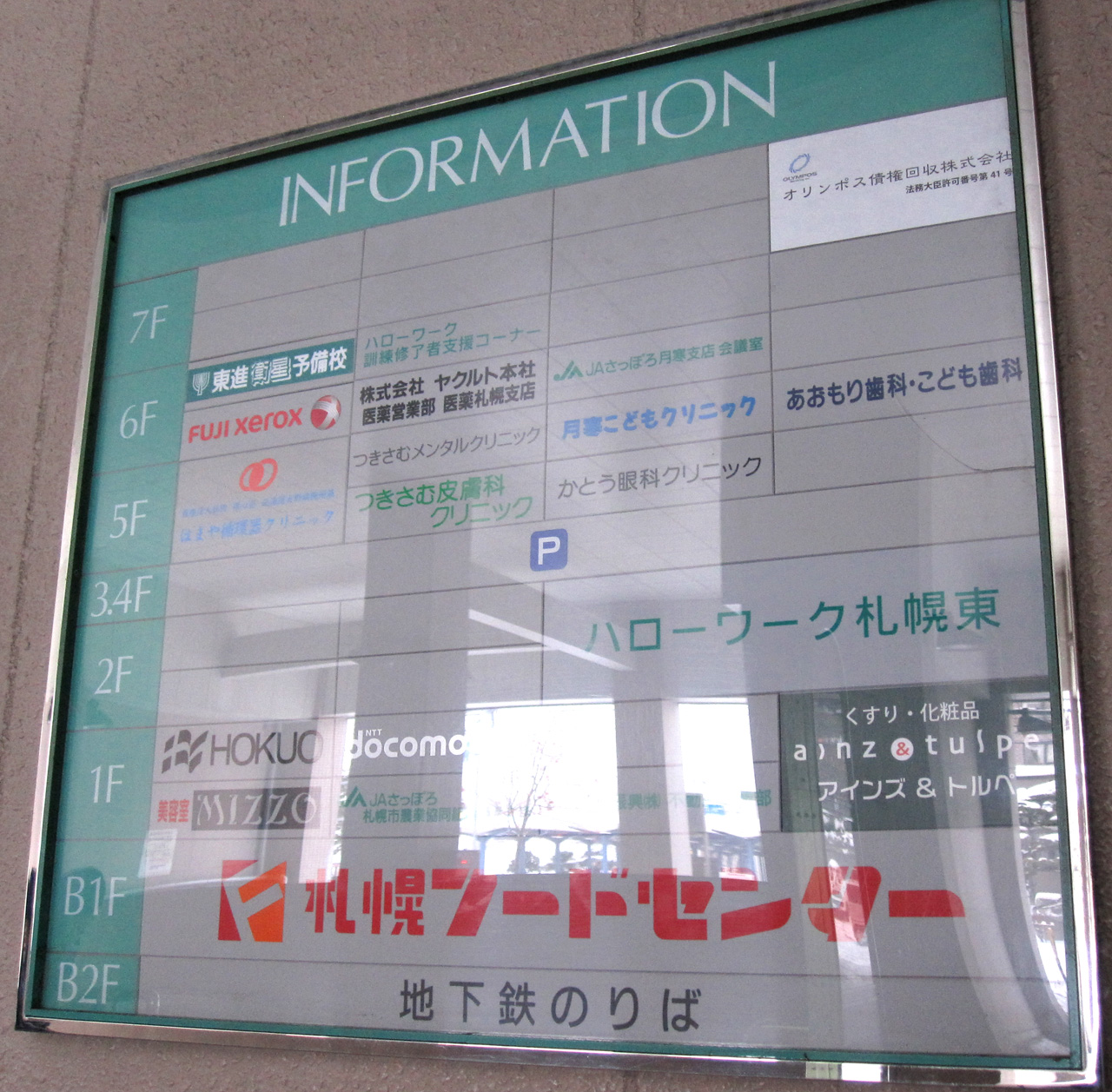
ビルの中に駅がある
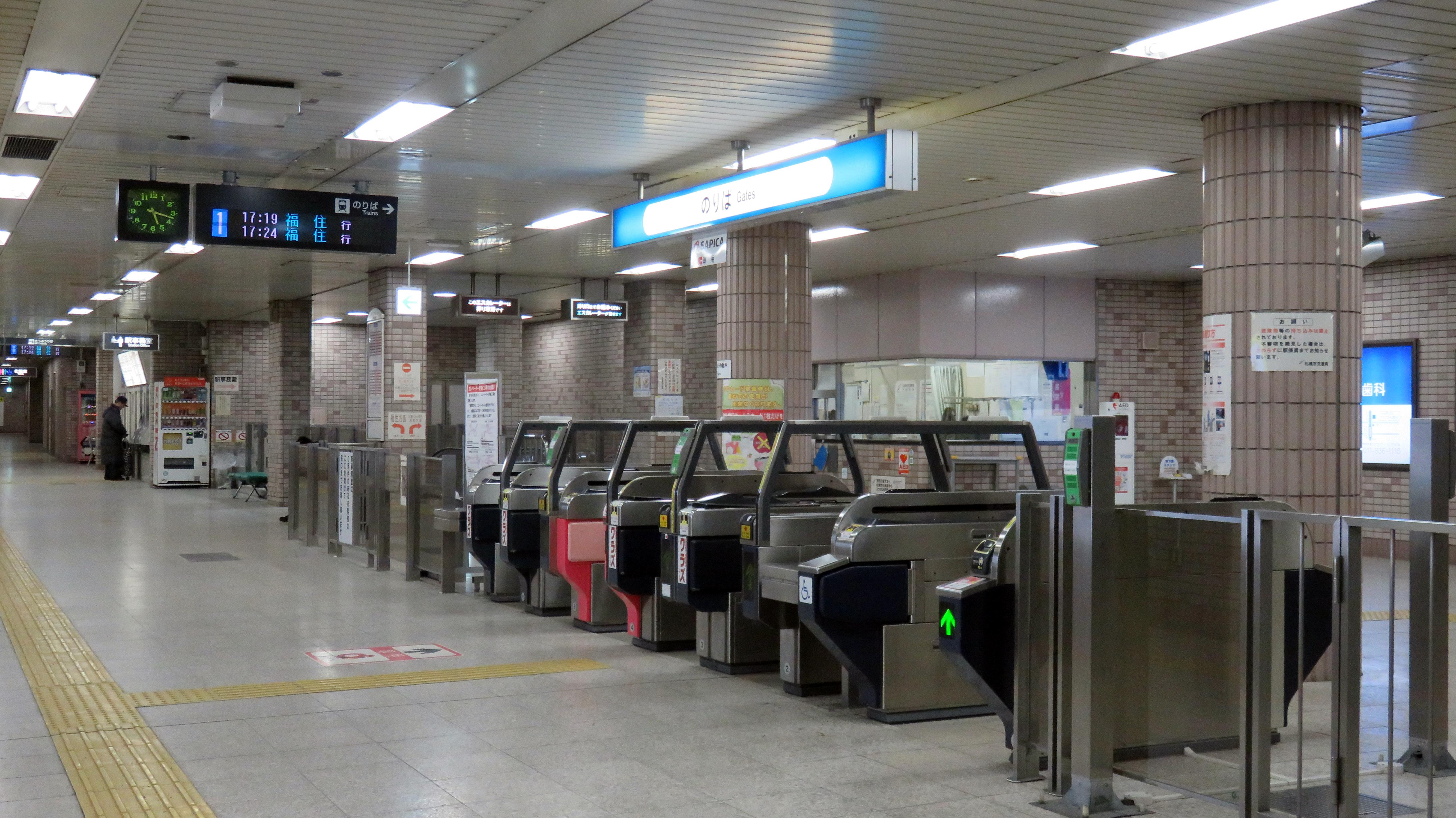
改札口
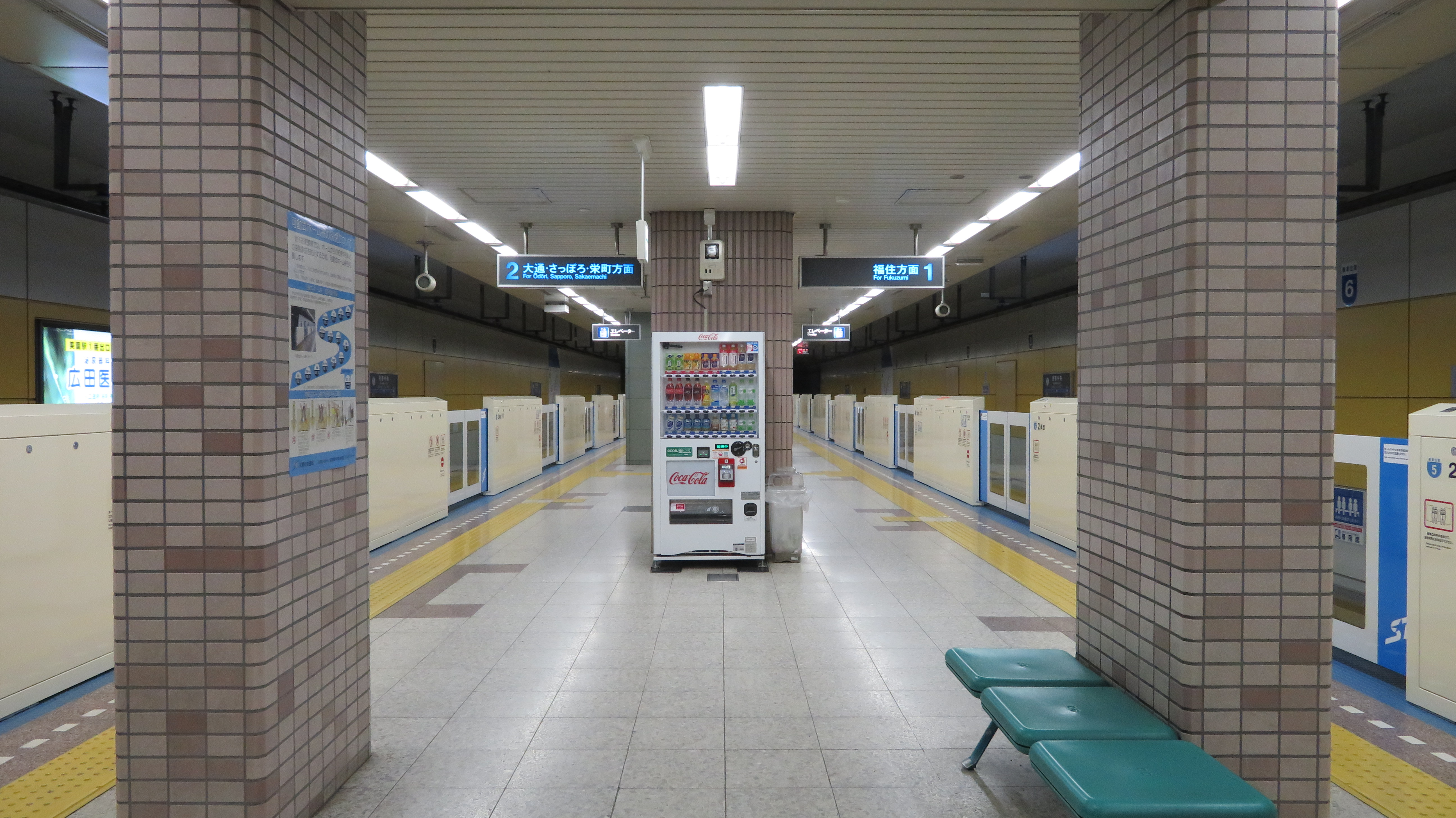
ホーム
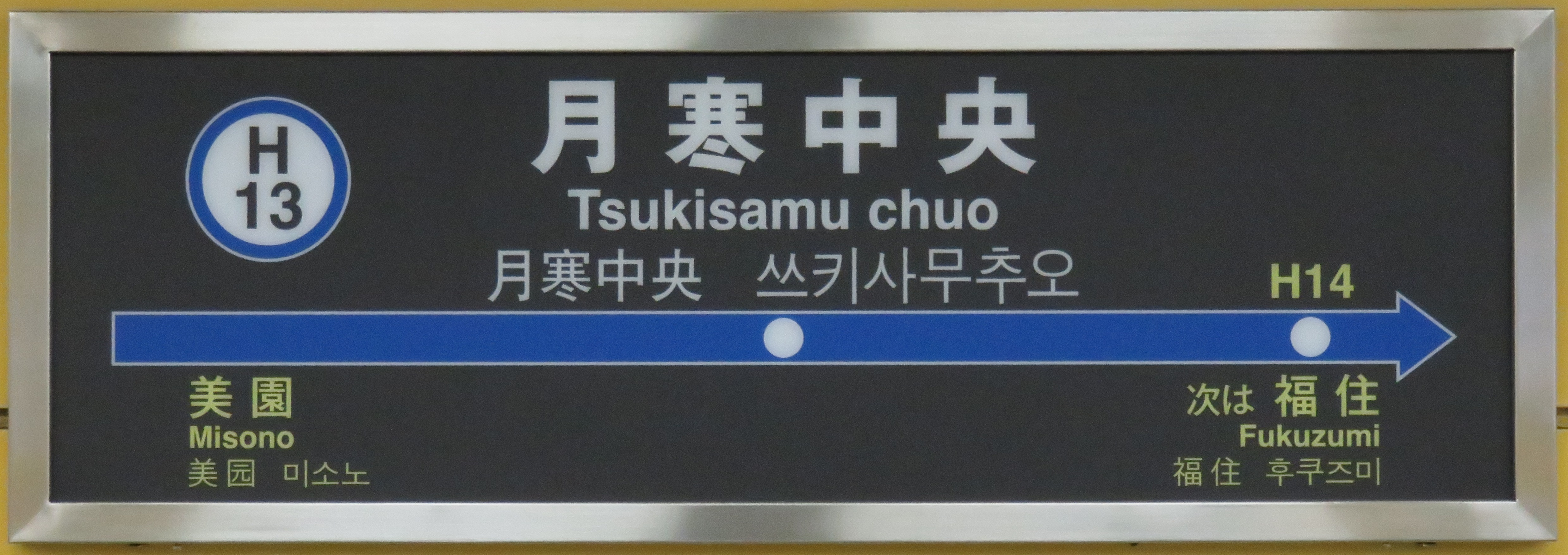
駅名標

## 利用状況
札幌市交通局によると、2020年度の1日平均乗車人員は7,149人であった。
駅開業後の1日平均乗車人員の推移は以下の通りである。
| 年度               | 1日平均 乗車人員 | 出典  |
| ------------------ | ---------------- | ----- |
| 1994年（平成06年） | 6,528            | [ 4 ] |
| 1995年（平成07年） | 7,816            | [ 4 ] |
| 1996年（平成08年） | 7,778            | [ 4 ] |
| 1997年（平成09年） | 7,446            | [ 4 ] |
| 1998年（平成10年） | 7,477            | [ 4 ] |
| 1999年（平成11年） | 7,376            | [ 4 ] |
| 2000年（平成12年） | 7,202            | [ 4 ] |
| 2001年（平成13年） | 7,145            | [ 4 ] |
| 2002年（平成14年） | 7,418            | [ 4 ] |
| 2003年（平成15年） | 7,653            | [ 5 ] |
| 2004年（平成16年） | 7,742            | [ 5 ] |
| 2005年（平成17年） | 7,798            | [ 5 ] |
| 2006年（平成18年） | 7,922            | [ 5 ] |
| 2007年（平成19年） | 8,041            | [ 5 ] |
| 2008年（平成20年） | 7,959            | [ 5 ] |
| 2009年（平成21年） | 7,854            | [ 5 ] |
| 2010年（平成22年） | 8,084            | [ 5 ] |
| 2011年（平成23年） | 8,266            | [ 6 ] |
| 2012年（平成24年） | 8,519            | [ 6 ] |
| 2013年（平成25年） | 8,833            | [ 6 ] |
| 2014年（平成26年） | 9,061            | [ 6 ] |
| 2015年（平成27年） | 9,195            | [ 6 ] |
| 2016年（平成28年） | 9,438            | [ 7 ] |
| 2017年（平成29年） | 9,305            | [ 7 ] |
| 2018年（平成30年） | 9,335            | [ 8 ] |
| 2019年（令和元年） | 9,235            | [ 8 ] |
| 2020年（令和02年） | 7,149            | [ 9 ] |

## 駅周辺
地下鉄は国道36号線（月寒通・室蘭街道）の下を通っており、出口も国道に沿って設置されている。
- 国道36号[3]
- 豊平警察署月寒交番
- 月寒まちづくりセンター[3]
- 月寒郵便局[3]
- 北海道信用金庫月寒支店[3]
- 北洋銀行月寒中央支店[3]
- 北海道銀行月寒支店[3]
- 遠軽信用金庫月寒支店
- 月寒体育館[3]
- 月寒屋外競技場[3]
- 月寒公民館[3]
- 豊平消防署[3]
- 札幌第一高等学校[3]
- 札幌月寒高等学校[3]
- 札幌市立月寒東小学校[3]
- アンパン道路
- 平和公園
  - 北部軍司令部正門門柱
  - 月寒忠霊塔
- 札幌フードセンター月寒中央店
- 札幌市カーリング場（どうぎんカーリングスタジアム）
- スーパーセンタートライアル月寒店

## バス路線
1994年（平成6年）10月14日にJA月寒中央ビル内に開設した「月寒中央バス発着場」のほか、周辺路上にバス停留所が設置されている。2021年（令和3年）12月の平日1日あたり、スクールバス等の非公示便を除く発着便数は、バス発着場・路上停留所を合わせて486便（感染症流行による一時運休便を含む）。
2023年（令和5年）12月1日現在。すべての路線が北海道中央バスで、新千歳空港連絡バスには北都交通を含む。路線詳細は営業所記事を参照。

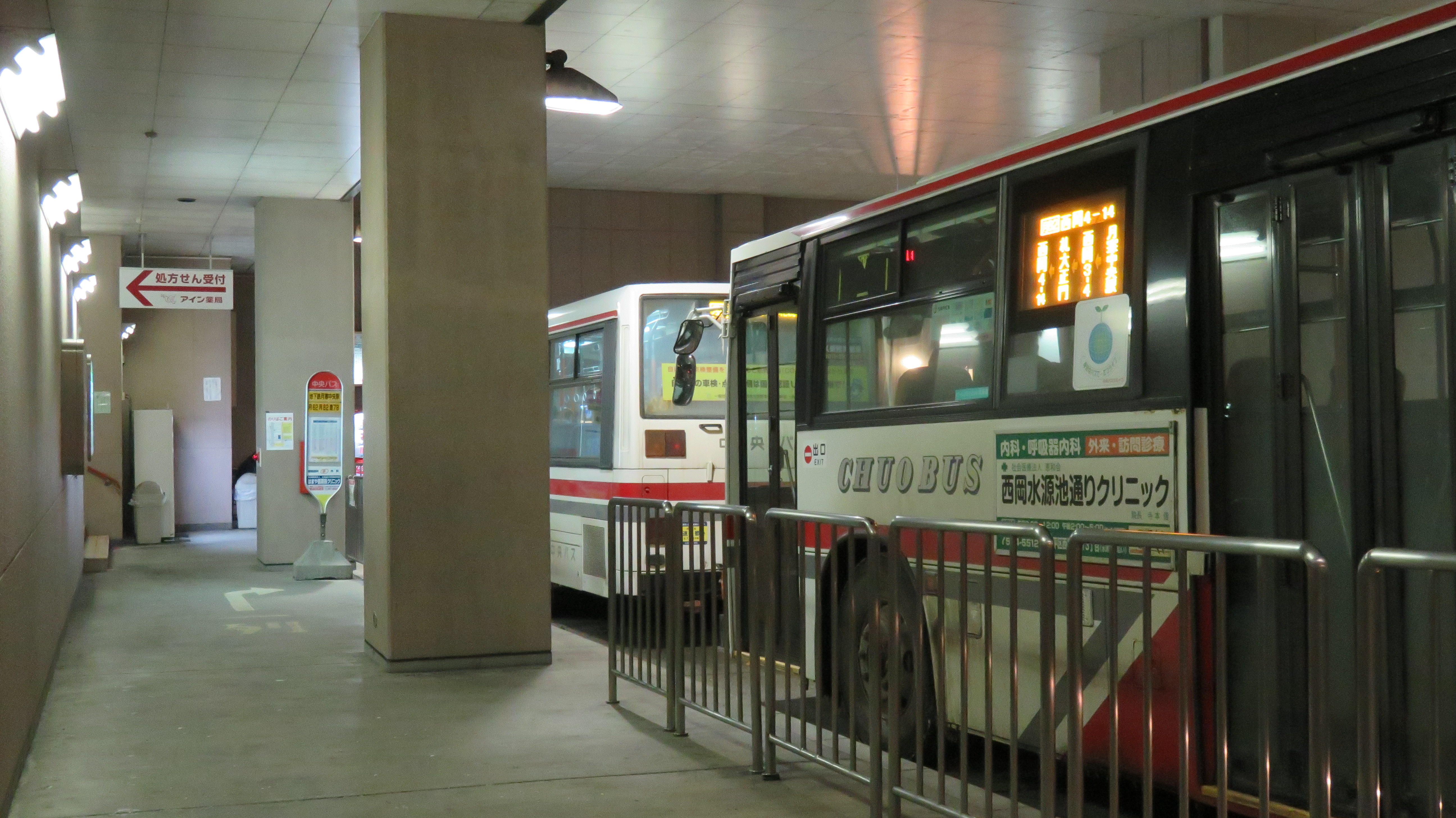
月寒中央バス発着場
- 平岡営業所
  - 月62 北野線：イオンモール札幌平岡
- 西岡営業所
  - 澄78 澄川白石線：澄川駅、JR白石駅
  - 月82 西岡月寒線：西岡4条14丁目

路上 月寒体育館前 水源地通沿い
- 平岡営業所
  - 月64 北野中央線：平岡営業所

路上 トヨタL&F前 国道36号沿い
- 平岡営業所
  - 64 北野中央線：平岡営業所
  - 74 月寒本線：農業研究センター
  - 80 月寒本線：平岡営業所
- 月寒営業所・北都交通
  - S 新千歳空港連絡バス：新千歳空港

路上 2番出入口側 国道36号沿い
- 平岡営業所
  - 64・74・80：札幌駅前

## その他
- 駅スタンプは月寒中央駅のイニシャルTの中に札幌市カーリング場が描かれている[13]。

## 隣の駅
札幌市営地下鉄
 東豊線
美園駅 (H12) - 月寒中央駅 (H13) - 福住駅 (H14)